# Camembert (kaas)

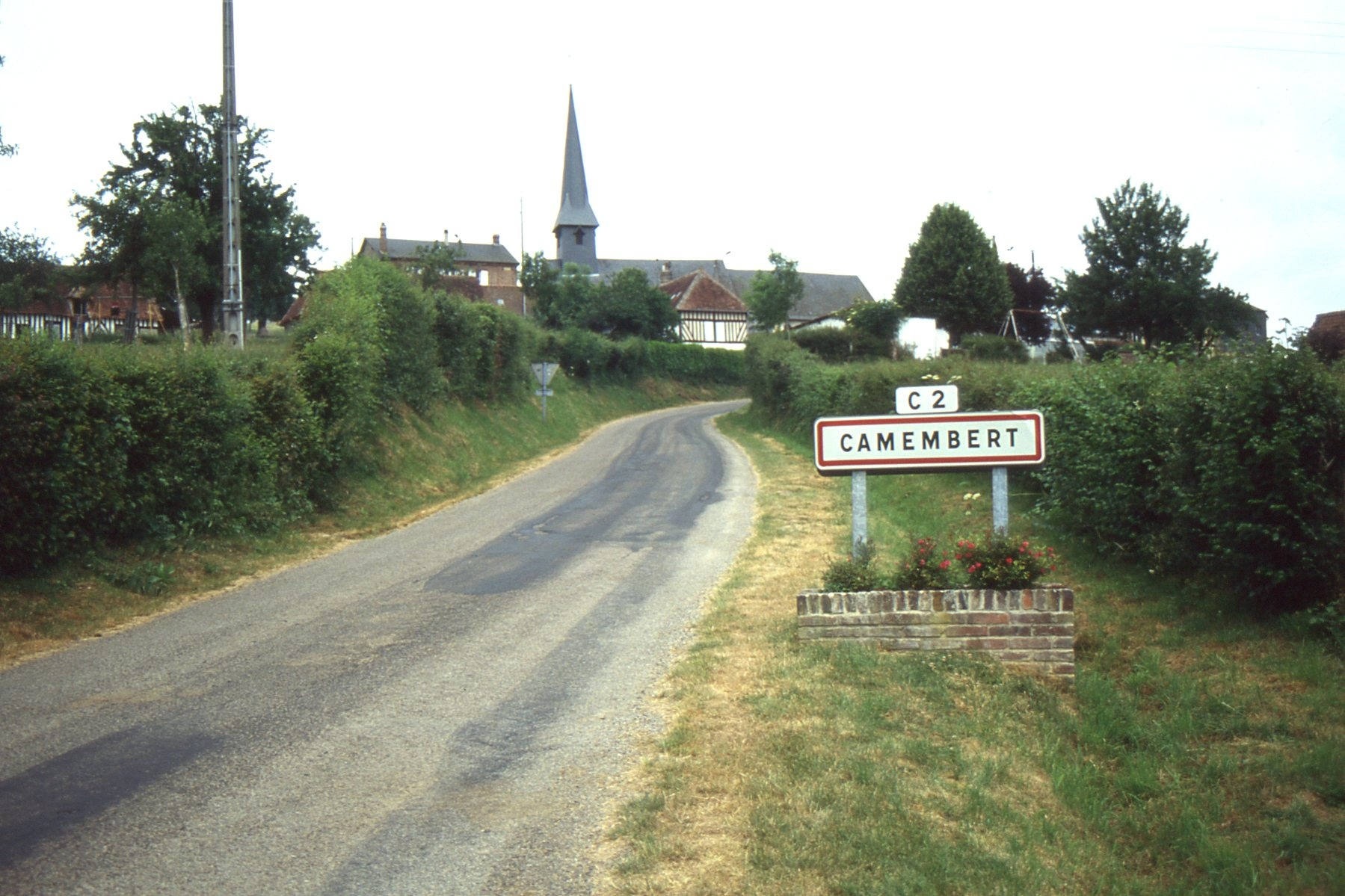
Het dorp Camembert waar de kaas oorspronkelijk vandaan komt

Camembert is een witte schimmelkaas, die van koemelk wordt gemaakt. De gebruikte schimmel is Penicillium camemberti. Een camembert heeft een gewicht van zo'n 250 gram, een dikte van 3 centimeter en een diameter van 10 à 11 centimeter. De Camembert de Normandie is een van de 44 Franse kazen die het roodgele Europese AOC/AOP-keurmerk, dat sinds januari 2012 het AOC-label vervangt, mag voeren.

## Naam
De naam camembert is nooit als merk geregistreerd, de kaas kan overal ter wereld worden geproduceerd. Wat wel een beschermde naam is, is Camembert de Normandie. Deze kaas komt gegarandeerd uit Normandië en heeft daarom sinds 1983 het Appellation d'Origine Contrôlée-keurmerk (AOC) en sinds 1996 het Appellation d'Origine Protégée-keurmerk (AOP). In Normandië worden per jaar achttien miljoen camembertkazen gemaakt. Deze moeten met een speciale lepel, een 'louche', worden gegoten.

## Herkomst
De kaas komt van oorsprong uit de plaats Camembert in Normandië.
Wanneer ze voor het eerst werd gemaakt is niet duidelijk. Een legende wil dat ze reeds in 1791 door een zekere Marie Harel werd gemaakt. Het verhaal is dat zij een priester uit de regio Brie liet onderduiken die gevlucht was vanwege de Franse Revolutie. Hij zou haar als dank het toen nog geheime recept van de brie gegeven hebben waarna zij een eigen variant wist te maken. Meer aannemelijk is dat de eerste camembert eind 19e eeuw voor het eerst werd geproduceerd. De kaasboeren in Camembert wilden een nieuwe kaas maken die kon concurreren met de brie.
Tijdens de Eerste Wereldoorlog stond de kaas vaak op het menu van het Franse leger, daardoor raakte ze landelijk bekend.

## Productie

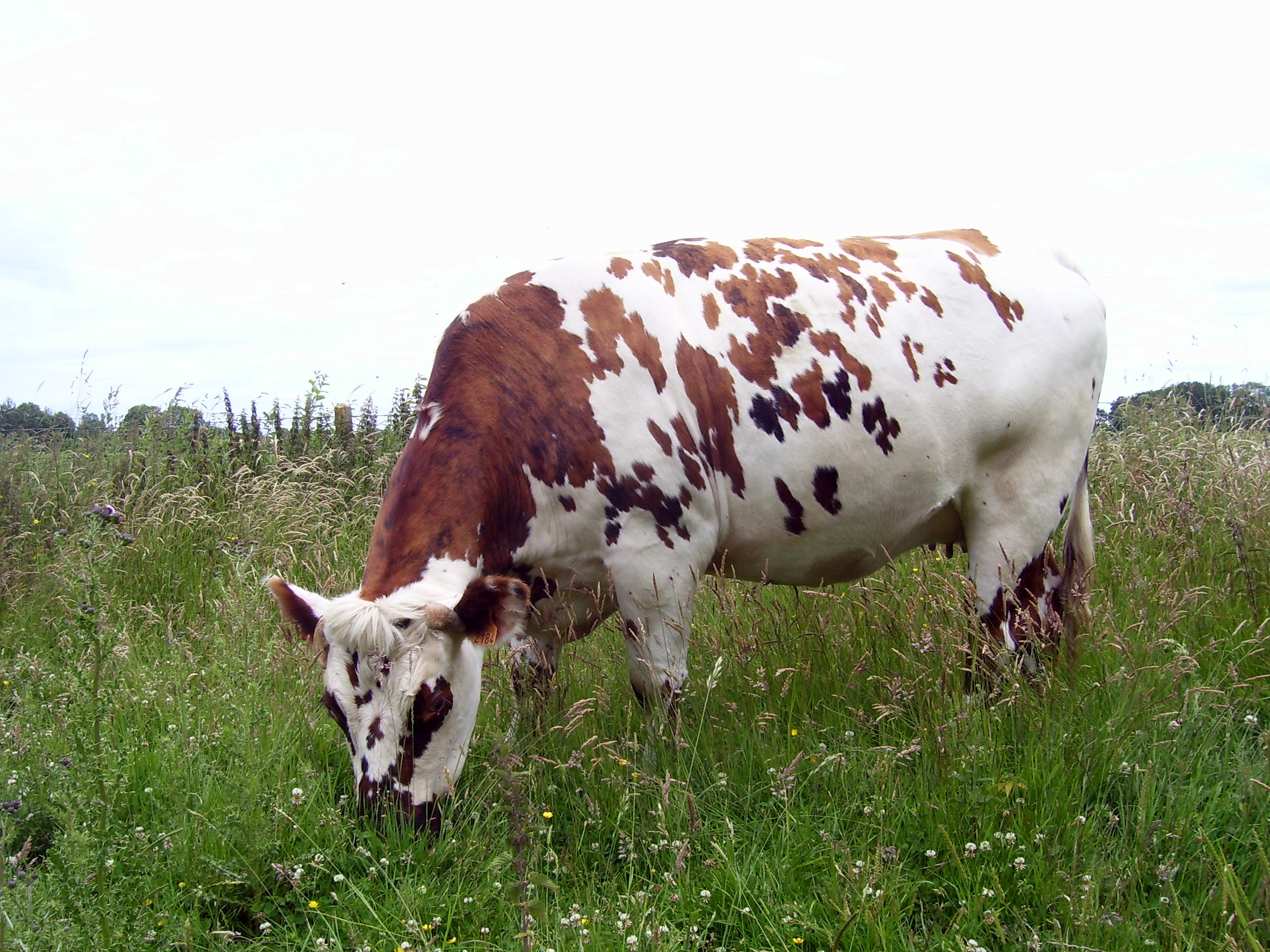
Een Normandische koe

Traditioneel wordt de kaas gemaakt van rauwe, dat wil zeggen niet-gepasteuriseerde, koemelk. De melk wordt verwarmd en hier worden mesofiele bacteriën en stremsel aan toegevoegd, waarna men de kaas in cilindervormige bakjes laat stollen. De vloeistof zakt snel in, het zuur stijgt naar boven en het volume neemt af.
De volgende dag worden de gestolde kazen uit de cilinders gehaald en wordt de kaasschimmel Penicillium camemberti eroverheen gestrooid met daarover een dun laagje zout. Dit zout zorgt ervoor dat de schimmel begint te groeien. De schimmel groeit eerst omhoog maar zakt na zo'n twee weken weer in. Het laagje dat nu ontstaat wordt Witte bloem genoemd. De kaas is nu al eetbaar maar nog wel te hard. De camembert wordt in papier gewikkeld en vervolgens in een houten doosje (traditioneel van populierenhout) verpakt. Hierna moet de kaas nog zo'n twee tot drie weken rijpen in een koele, vochtige ruimte.

## Consumptie

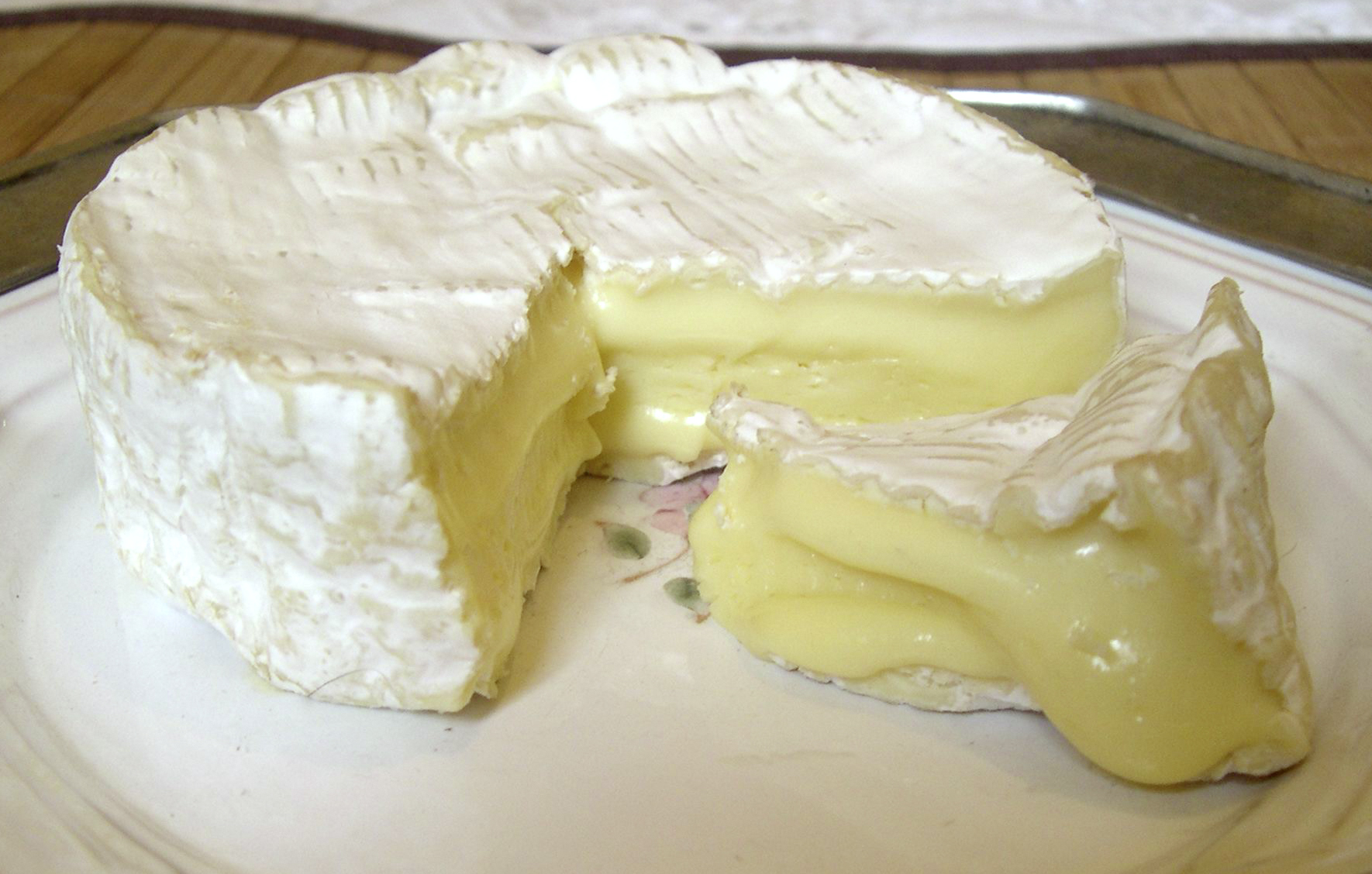
Een huilende Camembert de Normandie

Camembert heeft de meeste smaak als ze op kamertemperatuur is, ze wordt daarom gechambeerd, net als wijn. Als de binnenkant van de kaas een beetje smelt (huilt) is de smaak optimaal.
Als de camembert wat ouder wordt dan sterft de schimmel af. De schimmellaag is dan te dik en te hard geworden om nog bij de kaas aan de binnenkant te komen. De schimmel eet langzaamaan de kaas op. De kaas aan de binnenkant is dan wel heel zacht. Als de schimmel dood is dan moet de buitenste laag, die donker is geworden en naar ammoniak smaakt, eraf gesneden worden.

## Wetenswaardigheden
- Oorspronkelijk was de schimmel op de camembert grijsblauw met bruine vlekken. Het duurde lang voordat men de schimmel wit kreeg, pas in de jaren 1970 werd de witte schimmel standaard.
- De meeste camemberts op de Nederlandse markt zijn gemaakt van gepasteuriseerde melk. Deze is beperkt houdbaar.
- Gebakken camembert is een hoofdgerecht waarbij de kaas met een laagje paneermeel wordt gebakken en vervolgens met cranberrycompote wordt overgoten.
- In de plaats Camembert is een Camembertmuseum.